# Bernard MacGregor Walker Knox
Bernard MacGregor Walker Knox (* 24. November 1914 in Bradford, England; † 22. Juli 2010 in Bethesda, Maryland) war ein US-amerikanischer Klassischer Philologe.

## Leben
Bernard MacGregor Walker Knox studierte classics am St John’s College der Cambridge University. Nach dem Bachelorabschluss (1936) kämpfte er bei den Internationalen Brigaden im Spanischen Bürgerkrieg. 
1939 heiratete er die Amerikanerin Betty Baur (Pseudonym Bianca van Orden); sie starb 2006. Der Sohn des Paares, MacGregor Knox, ist ein bekannter Historiker.
Im Zweiten Weltkrieg war Knox in der US Army. 1944 unterstützte er die Résistance in der Bretagne, ab dem Frühjahr 1945 die italienische Resistenza. Kurz vor Kriegsende entschloss er sich, seine Studien auf dem Gebiet der Klassischen Philologie fortzusetzen. Nach dem Ende des Zweiten Weltkriegs studierte Knox an der Yale University, wo er den M.A. und den Ph.D. erlangte. Anschließend arbeitete er als Dozent an der Yale University, bis er 1961 zum Leiter des Center for Hellenic Studies der Harvard University ernannt wurde. Kurz darauf folgte Knox einer Einladung der University of California, Berkeley zum Sather Professor (1962/1963). Das Center for Hellenic Studies leitete er bis zu seinem Eintritt in den Ruhestand (1985). Er war Mitglied der American Academy of Arts and Sciences (seit 1977), der British Academy (seit 1978) und der American Philosophical Society (seit 1985).
Knox erforschte weite Bereiche der antiken Literatur. Sein Forschungsschwerpunkt war die griechische Tragödie und das antike Theater. Seine Publikationen zielten auch auf die breite Öffentlichkeit ab. So veröffentlichte er 1959 eine Übersetzung der Tragödie König Ödipus, die als Grundlage für eine Filmreihe diente. 1992 erhielt er die höchste geisteswissenschaftliche Auszeichnung der Vereinigten Staaten: Er wurde eingeladen, die Jefferson Lecture zu halten. Seine Vorlesung trug den provokativen Titel The Oldest Dead White European Males („die ältesten toten weißen europäischen Männer“).

## Schriften (Auswahl)
- Oedipus at Thebes. New Haven 1957. Neuausgabe New Haven 1998
- The Heroic Temper: Studies in Sophoclean Tragedy. Berkeley/Los Angeles 1964 (Sather Classical Lectures)
- Word and Action: Essays on the Ancient Theater. 1979. Nachdruck 1986
- Essays Ancient and Modern. 1989
- The Oldest Dead White European Males and Other Reflections on the Classics. 1993. Nachdruck 1994
- Backing Into the Future: The Classical Tradition and Its Renewal. 1994